# Isabel Getty
Isabel Getty, también conocida como Izzy Getty, (11 de noviembre de 1993) es una cantante, artista visual y socialité estadounidense. Es la líder de la banda londinense Jean Marlow.

## Biografía
Isabel Getty es la hija de Christopher Getty y Pia Miller. Como miembro de la familia Getty es la tátara-nieta por vía paterna de J. Paul Getty, el fundador de Getty Oil. Su abuela materno, Robert Warren Miller, un empresario multimillonario. Es la sobrina de Alejandra von Fürstenberg y Marie-Chantal de Grecia. Creció en el Upper East Side en Nueva York y en Londres.
Asistió al Instituto Le Rosey en Rolle, Suiza. Se graduó de la Universidad de Nueva York en 2016.
En abril de 2016 apareció junto a sus primas, Olimpia de Grecia y Talita von Fürstenberg, en una edición de Vanity Fair para rendir homenaje a sus madres.
Después de graduarse de la Universidad de Nueva York en 2016, se mudó a Londres para trabajar en Spin, un álbum más tarde lanzado por su banda, Jean Marlow. En 2017 Jean Marlow se fue de gira por Europa y Estados Unidos por primera vez.
Getty lanzó sus primeras primeras en Farmacy en Londres en el verano de 2017. También ha realizado trabajo como diseñadora para su marca. Trabaja como asistente del artista contemporáneo británico, Marc Quinn.
Ha modelado en editoriales y ha desfilado para Dolce & Gabbana. Figuró en la campaña de gafas de sol de Dolce & Gabbana, #DGCAPRI y desfiló en su evento de moda de 2017. En agosto de 2017 figuró en la portada de Vogue Japón.